# Balrampur
Balrampur ist eine Stadt im nordindischen Bundesstaat Uttar Pradesh.
Balrampur liegt in der nordindischen Ebene 140 km ostnordöstlich von Lucknow. 3 km östlich der Stadt strömt der Westliche Rapti nach Südosten. Die Stadt ist Verwaltungssitz des gleichnamigen Distrikts.
Die nationale Fernstraße NH 730 verbindet Balrampur mit Bahraich und Basti. Eine Bahnverbindung führt von Gonda nach Balrampur.
Balrampur besitzt als Stadt den Status eines Nagar Palika Parishad. Die Stadt ist in 28 Wards gegliedert. Beim Zensus 2011 hatte Balrampur 81.054 Einwohner.

## Persönlichkeiten
- Akash Mishra (* 2001), Fußballspieler